# ボゴール農科大学
ボゴール農科大学（ボゴールノウカダイガク、英語: IPB University、公用語表記: Institut Pertanian Bogor）は、Dramagaに本部を置くインドネシアの国立大学。1963年創立、1963年大学設置。大学の略称はIPB。

## 歴史
1876年にボゴール植物園園長ルードルフ・スヘッフェルが開設した地元民のための農業学校を前身とする。その後、オランダ植民地政府は1916年に林業専門学校、1940年に獣医専門学校を設立した。1946年のインドネシア独立後、3つの学校はインドネシア大学に組み込まれた。
1963年、インドネシア大学のボゴール地区はボゴール農科大学として独立した。創立時は農学部、林業学部、獣医学部、畜産学部、水産学部の5つの学部で構成した。初代学長はProf.Dr. Syarif Thayebだった。1964年に農業工学部、1980年には数理科学部を開設した。教育の多様化により、2019年より大学名英語表記を「IPB University」としている。

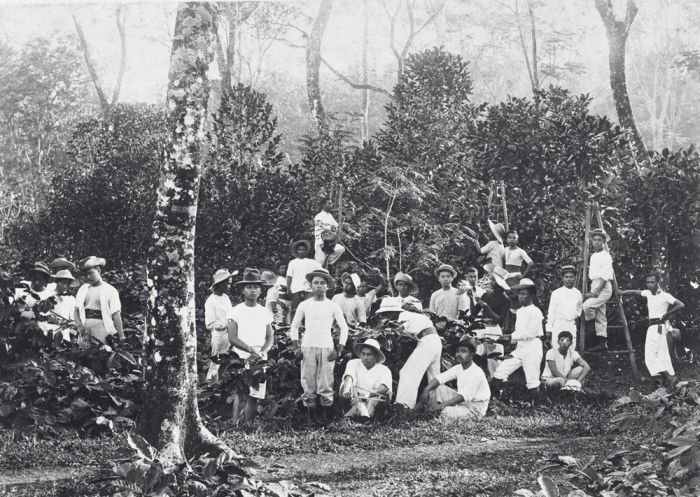
実習風景
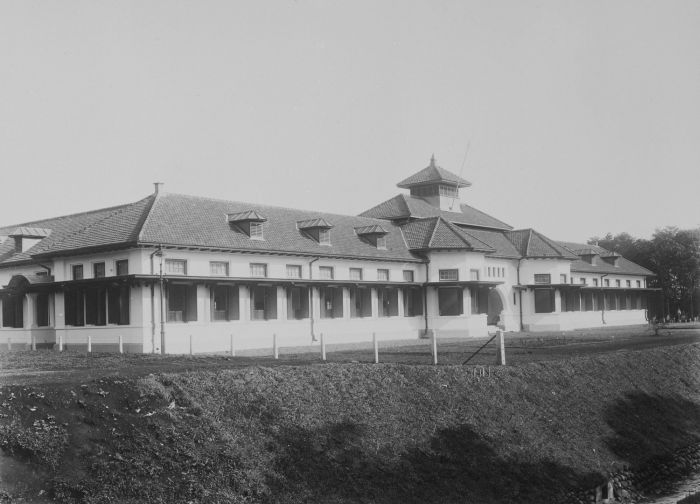
校舎1
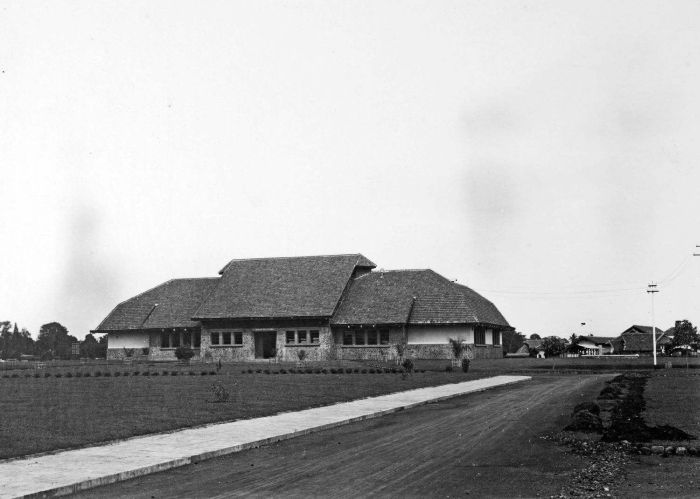
校舎2

## キャンパス
メインキャンパスはボゴール市街地の西方にあり、665ヘクタールの広大な面積を占める。2009-2010学年にて3500人入学し現在は22,637人の学生在学中。現在学長 は Dr. Arif Satria SP, MSi（鹿児島大学OB)。

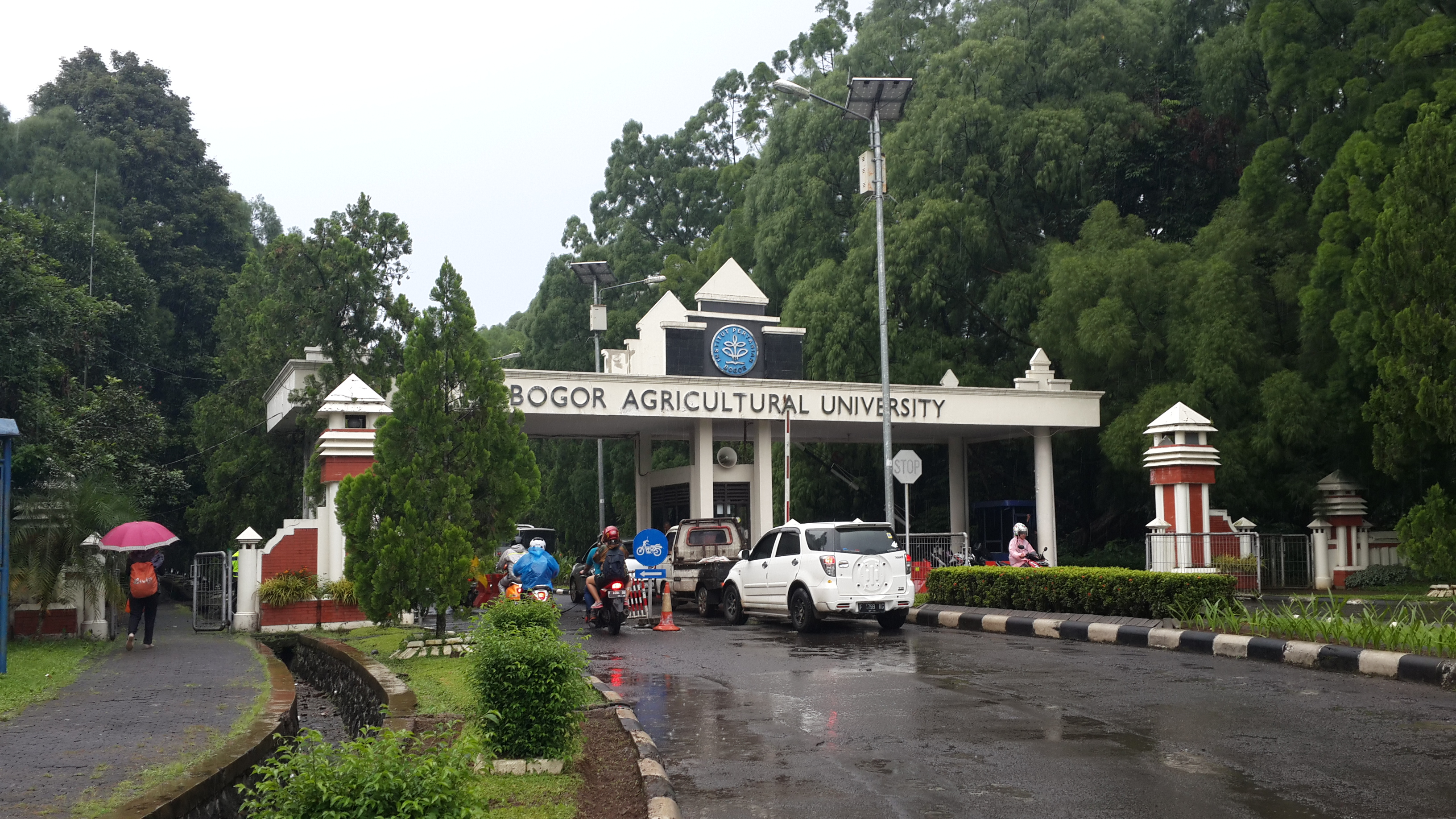
正門

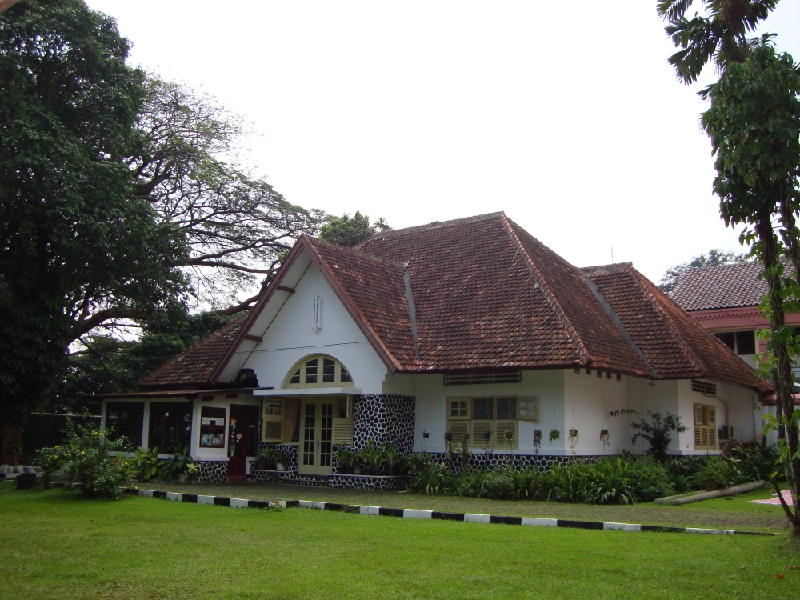
古い実験棟

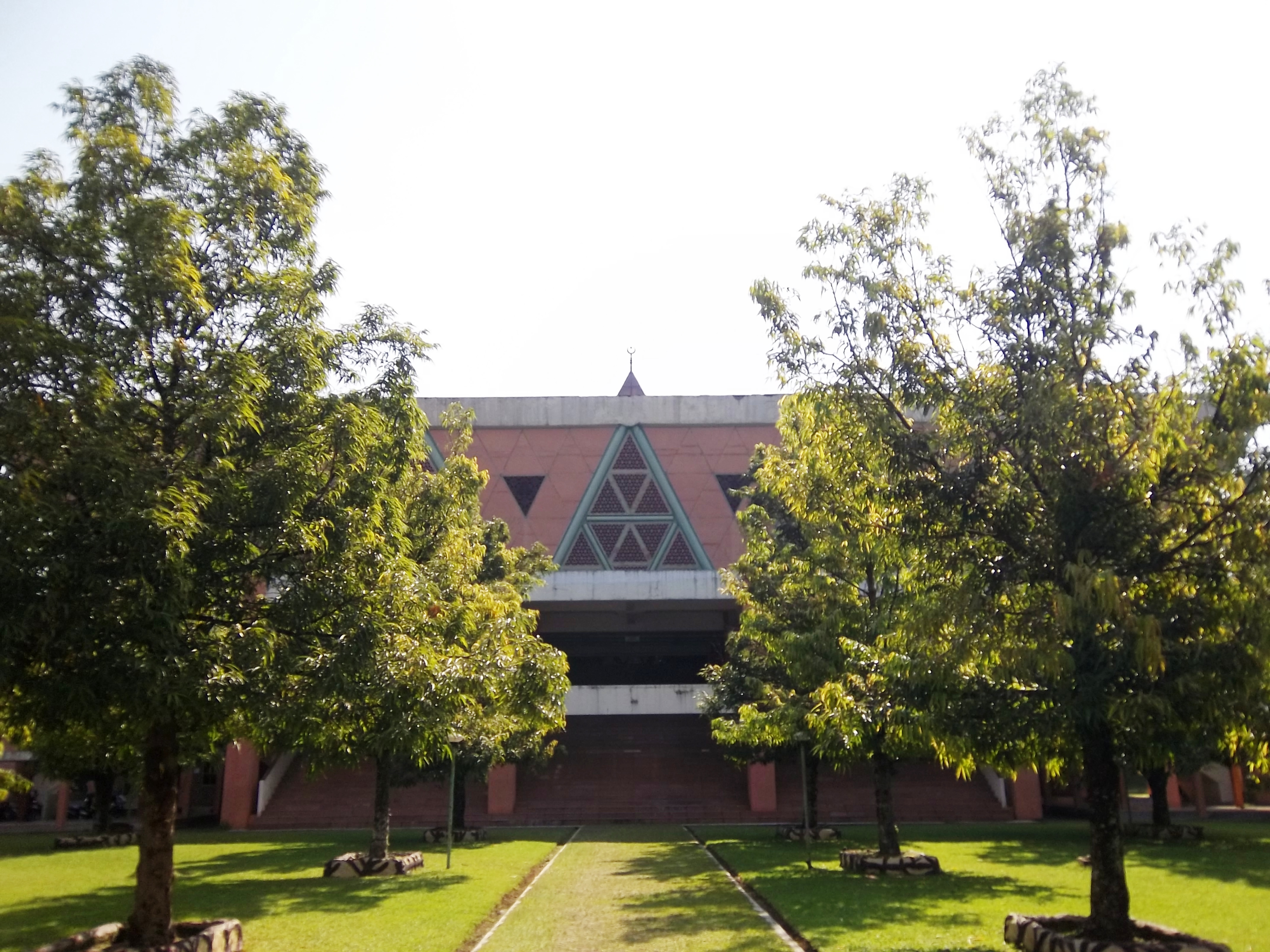
学内モスク

## 学部
現在、以下の9学部が設置されている。
- 農学部
- 獣医学部
- 水産海洋学部
- 畜産学部
- 林業学部
- 農業工学部
- 数学自然科学部
- 経済経営学部
- 人間生態学部

## 対外関係

### 他大学との協定
- 北見工業大学 (日本・北海道)

- 東京農工大学（日本・東京）
- 東京農業大学（日本・東京）
- 北海道大学（日本・北海道）
- 茨城大学（日本・茨城）
- 琉球大学（日本・沖縄）
- 宇都宮大学（日本・栃木）
- 千葉大学（日本・千葉）
- 岐阜大学（日本・岐阜）
- 愛媛大学（日本・愛媛）
- 高知大学（日本・高知）
- 上智大学（日本・東京）
- 法政大学（日本・東京）

### 企業との連携
- シゲタ動物薬品工業（日本・富山）[2][3]

## 有名な卒業生
- スシロ・バンバン・ユドヨノ-インドネシア共和国第6大統領（農業経済学の博士号）
- ススヲノ-インドネシア共和国農業大臣（2009-2014）
- アントン　アプリアントノ-インドネシア共和国農業大臣（2004-2009）
- ブンガラン　サラギ--インドネシア共和国農業大臣（2001-2004）